# Claude Puel
Claude Puel (Castres, 2 de Setembro de 1961) é um ex-futebolista francês que trabalha atualmente como técnico.

## Carreira

### Como jogador
Quando futebolista, Puel atuava como meio-campista. Atuou durante 19 anos pelo AS Monaco, sendo dois deles pelas categorias de base, e marcou quatro gols em 488 partidas.

### Como técnico
Como treinador, ele já trabalhou no AS Monaco e no Lille, levando essa última à fase de grupos da UEFA Champions League 2005–06. Tornou-se técnico do Lyon em 18 de junho de 2008, conseguindo fazer com que o clube alcançasse as semifinais da Champions League pela primeira vez em sua história. Ele ainda viria a terminar seu contrato com o clube um ano antes de sua rescisão, no dia 20 de junho de 2011. Treinou o Nice por 3 anos desde ali.
Em 30 de junho de 2016 foi contratado pelo Southampton por três temporadas, sendo sacado em 14 de junho de 2017 pelos seus resultados insuficientes e pecha defensiva por muitos jogos na temporada anterior. Em sua única temporada pelo clube inglês, foi oitavo lugar da Premier League e vice-campeão da Copa da Liga Inglesa, perdendo a final para o Manchester United por 3-2.
Foi admitido pelo Leicester City em 25 de outubro de 2017, repondo Craig Shakespeare, em um contrato de três anos. Após um bom primeiro turno dando consistência defensiva à equipe e vazão pelos contragolpes, acabou a temporada em nono lugar.
Foi demitido em 24 de fevereiro de 2019, após a derrota em casa para o Crystal Palace por 4-1 no dia anterior e pela sequência de derrotas acumuladas no ano.
No dia 4 de outubro de 2019, foi escolhido como técnico do Saint Etienne. Foi demitido em 5 de dezembro de 2021 após a derrota por 5-0 contra o Rennes, pois seu time estava em último na liga francesa e com apenas duas vitórias em 17 jogos.

## Títulos
Monaco
- Ligue 1: 1981–82, 1987–88
- Copa da França: 1979–80, 1984–85, 1990–91
- Challenge des champions: 1985